# Діґе-Сара
Діґе-Сара (перс. ديگه سرا) — село в Ірані, у дегестані Хале-Сара, у бахші Асалем, шагрестані Талеш остану Ґілян. За даними перепису 2006 року, його населення становило 624 особи, що проживали у складі 140 сімей.

## Клімат
Середня річна температура становить 13,81 °C, середня максимальна – 27,88 °C, а середня мінімальна – -0,10 °C. Середня річна кількість опадів – 732 мм.
| Клімат поселення                              | Клімат поселення | Клімат поселення | Клімат поселення | Клімат поселення | Клімат поселення | Клімат поселення | Клімат поселення | Клімат поселення | Клімат поселення | Клімат поселення | Клімат поселення | Клімат поселення | Клімат поселення |
| Показник                                      | Січ.             | Лют.             | Бер.             | Квіт.            | Трав.            | Черв.            | Лип.             | Серп.            | Вер.             | Жовт.            | Лист.            | Груд.            |                  |
| Середній максимум, °C                         | 11,09            | 11,06            | 12,48            | 16,18            | 20,52            | 26,16            | 27,88            | 27,79            | 22,86            | 20,30            | 15,86            | 11,98            |                  |
| Середня температура, °C                       | 5,52             | 5,46             | 6,90             | 10,60            | 14,95            | 20,59            | 23,72            | 23,63            | 18,70            | 16,15            | 11,69            | 7,79             |                  |
| Середній мінімум, °C                          | −0,07            | −0,1             | 1,32             | 5,02             | 9,36             | 15,00            | 19,55            | 19,46            | 14,53            | 11,97            | 7,54             | 3,64             |                  |
| Норма опадів, мм                              | 67               | 58               | 66               | 58               | 42               | 26               | 11               | 31               | 75               | 114              | 83               | 101              |                  |
| Середньомісячна швидкість вітру, м/с          | 2.26             | 2.40             | 2.40             | 2.34             | 2.23             | 2.36             | 2.60             | 2.35             | 2.04             | 2.01             | 2.03             | 2.00             |                  |
| Середньомісячна сонячна радіація, кДж/м²·день | 6841             | 9106             | 11220            | 15763            | 19760            | 22436            | 23558            | 19877            | 16154            | 10966            | 8435             | 6512             |                  |
| --------------------------------------------- | ---------------- | ---------------- | ---------------- | ---------------- | ---------------- | ---------------- | ---------------- | ---------------- | ---------------- | ---------------- | ---------------- | ---------------- | ---------------- |
| Джерело:                                      |                  |                  |                  |                  |                  |                  |                  |                  |                  |                  |                  |                  |                  |